# 蘭利帕克 (馬里蘭州)
蘭利帕克（英語：Langley Park）是位於美國馬里蘭州佐治王子縣的一個普查規定居民點。

## 人口
根據2020年美國人口普查的數據，蘭利帕克的面積為2.57平方千米，當中陸地面積為2.57平方千米，而水域面積為0.00平方千米。當地共有人口20126人，而人口密度為每平方千米7,831.13人。